# Страна, вызывающая особую озабоченность
Страна, вызывающая особую озабоченность (англ. Country of particular concern, CPC) — статус, который Государственный департамент США может присвоить государству, в котором осуществляются или не получают должной реакции случаи особо тяжелых нарушений права на свободу вероисповедания. Акт о международной религиозной свободе 1998 года устанавливает в качестве таковых систематические, постоянные и вопиющие нарушения свободы религии, такие как:
- пытки, а также жестокое, бесчеловечное и унизительное обращение;
- длительное лишение свободы без предъявления обвинений;
- похищения или тайные аресты, результатами которых становится исчезновение людей;
- иные вопиющие случаи отказа в праве на жизнь, свободу или безопасность.

Полномочием наделять страны статусом CPC обладает государственный секретарь США. Решения о внесении государств в этот список принимаются исходя из отчета о состоянии религиозной свободы в мире, ежегодно публикующимся Комиссией США по международной религиозной свободе (USCIRF). К вызывающим особую озабоченность странам могут быть применены методы санкционного воздействия: дипломатические запросы, дипломатические протесты, официальные публичные протесты, демарши, осуждение в рамках многосторонних форумов, задержка или отмена культурных или научных контактов, задержка или отмена рабочих, официальных или государственных визитов, сокращение определенных фондов помощи, прекращение работы определенных фондов помощи, введение целевых торговых санкций, введение широких торговых санкций и отзыв главы дипломатической миссии.
По состоянию на 18 декабря 2018 года, как CPC обозначены следующие государства:
- Бирма
- КНР
- Эритрея
- Иран
- КНДР
- Пакистан
- Судан
- Таджикистан
- Саудовская Аравия
- Туркменистан

Тем не менее, в списке стран, которые USCIRF рекомендует к включению в перечень CPC, присутствуют также ЦАР, Нигерия, Россия, Сирия, Узбекистан и Вьетнам.